# Prorocopis
Prorocopis é um gênero de traça pertencente à família Arctiidae.